# Campionati europei di atletica leggera 2024 - Lancio del giavellotto femminile
La specialità del lancio del giavellotto femminile ai campionati europei di atletica leggera 2024 si è svolta tra il 10 e l'11 giugno allo Stadio Olimpico di Roma, in Italia.

## Podio
| Pos.    | Atleta             | Nazionalità | Tempo    | Note |
| ------- | ------------------ | ----------- | -------- | ---- |
| Oro     | Victoria Hudson    | Austria     | 64,62 m  |      |
| Argento | Adriana Vilagoš    | Serbia      | '64,42 m |      |
| Bronzo  | Marie-Therese Obst | Norvegia    | '63,50 m |      |

## Situazione pre-gara

### Record
Prima di questa competizione, il record del mondo (RM), il record europeo (EU) ed il record dei campionati (RC) erano i seguenti:
| Record                | Prestazione | Atleta                      | Data                                  | Competizione                    |
| --------------------- | ----------- | --------------------------- | ------------------------------------- | ------------------------------- |
| Record mondiale       | 72,98 m     | Barbora Špotáková Rep. Ceca | 13 settembre 2008 Stoccarda, Germania | IAAF World Athletics Final 2008 |
| Record europeo        | 72,98 m     | Barbora Špotáková Rep. Ceca | 13 settembre 2008 Stoccarda, Germania | IAAF World Athletics Final 2008 |
| Record dei campionati | 67,90 m     | Christin Hussong Germania   | 10 agosto 2018 Berlino, Germania      | Europei 2018                    |

### Campione in carica
Il campione europeo in carica era:
| Campione | Atleta               | Prestazione | Data                        | Competizione |
| -------- | -------------------- | ----------- | --------------------------- | ------------ |
| Europeo  | Elina Tzengko Grecia | 65,81 m     | Monaco di Baviera, Germania | Europei 2022 |

### La stagione
Prima di questa gara, gli atleti europei con le migliori tre prestazioni dell'anno erano:
| Pos. | Atleta                  | Prestazione | Data                               |
| ---- | ----------------------- | ----------- | ---------------------------------- |
| 1    | Victoria Hudson Austria | 66,06 m     | 22 maggio 2024 Eisenstadt, Austria |
| 2    | Adriana Vilagoš Serbia  | 63,58 m     | 12 maggio 2024 Offenburg, Germania |
| 3    | Anete Sietiņa Lettonia  | 63,21 m     | 18 maggio 2024 Chorzów, Polonia    |

## Programma
Tutti gli orari sono UTC+2
| Data           | Ora   | Turno          |
| -------------- | ----- | -------------- |
| 10 giugno 2024 | 10:25 | Qualificazioni |
| 11 giugno 2024 | 21:36 | Finale         |

## Risultati

### Qualificazione
Si qualificano alla finale le atlete che lanciano 60,50 m (Q) o le dodici migliori misure (q).
| Pos | Gruppo | Atleta                  | Nazionalità | 1ª prova | 2ª prova | 3ª prova | Risultato | Note                                     |
| --- | ------ | ----------------------- | ----------- | -------- | -------- | -------- | --------- | ---------------------------------------- |
| 1   | A      | Marie-Therese Obst      | Norvegia    | 61,45 m  | -        | -        | 61,45 m   | Q                                        |
| 2   | B      | Maria Andrejczyk        | Polonia     | 57,76 m  | 60,61 m  | -        | 60,61 m   | Q                                        |
| 3   | A      | Adriana Vilagoš         | Serbia      | 60,57 m  | -        | -        | 60,57 m   | Q                                        |
| 4   | B      | Elina Tzengko           | Grecia      | 60,48 m  | -        | -        | 60,48 m   | q,                                       |
| 5   | A      | Victoria Hudson         | Austria     | 58,73 m  | 60,15 m  | x        | 60,15 m   | q                                        |
| 6   | B      | Marija Vučenović        | Serbia      | 53,00 m  | 54,00 m  | 59,90 m  | 59,90 m   | q,                                       |
| 7   | A      | Nikola Ogrodníková      | Rep. Ceca   | 54,12 m  | 58,52 m  | x        | 58,52 m   | q                                        |
| 8   | B      | Līna Mūze               | Lettonia    | 58,42 m  | 56,33 m  | x        | 58,42 m   | q                                        |
| 9   | A      | Christin Hussong        | Germania    | 58,21 m  | 56,81 m  | 56,88 m  | 58,21 m   | q                                        |
| 10  | A      | Sara Kolak              | Croazia     | 56,60 m  | 57,52 m  | 57,73 m  | 57,73 m   | q                                        |
| 11  | A      | Marcelina Witek         | Polonia     | 57,73 m  | x        | x        | 57,73 m   | q                                        |
| 12  | A      | Anete Sietiņa           | Lettonia    | 53,32 m  | 56,19 m  | 57,71 m  | 57,71 m   | q                                        |
| 13  | B      | Yulenmis Aguilar        | Spagna      | 54,89 m  | 57,27 m  | x        | 57,27 m   |                                          |
| 14  | B      | Sigrid Borge            | Norvegia    | 56,44 m  | x        | 55,95 m  | 56,44 m   |                                          |
| 15  | B      | Gedly Tugi              | Estonia     | x        | x        | 56,43 m  | 56,43 m   |                                          |
| 16  | A      | Martina Ratej           | Slovenia    | 54,47 m  | 56,34 m  | 52,10 m  | 56,34 m   | Miglior prestazione personale stagionale |
| 17  | B      | Liveta Jasiūnaitė       | Lituania    | 55,20 m  | 55,85 m  | x        | 55,85 m   |                                          |
| 18  | B      | Andrea Železná          | Rep. Ceca   | 52,11 m  | 48,20 m  | 55,57 m  | 55,57 m   |                                          |
| 19  | A      | Angéla Diósi-Moravcsik  | Ungheria    | 54,43 m  | 51,61 m  | 50,74 m  | 54,43 m   | Miglior prestazione personale stagionale |
| 20  | B      | Eda Tuğsuz              | Turchia     | 53,29 m  | x        | 52,42 m  | 53,29 m   |                                          |
| 21  | B      | Anni-Linnea Alanen      | Finlandia   | 50,25 m  | 53,03 m  | 49,18 m  | 53,03 m   |                                          |
| 22  | A      | Federica Botter         | Italia      | 51,10 m  | x        | 52,99 m  | 52,99 m   |                                          |
| 23  | B      | Annabella Bogdán        | Ungheria    | 51,69 m  | 52,91 m  | 52,06 m  | 52,91 m   |                                          |
| 24  | A      | Petra Sičaková          | Rep. Ceca   | 50,99 m  | 52,86 m  | 51,49 m  | 52,86 m   |                                          |
| 25  | B      | Lucija Cvitanović       | Croazia     | 49,18 m  | 52,66 m  | 51,86 m  | 52,66 m   |                                          |
| 26  | B      | Jana Marie Lowka        | Germania    | x        | 52,54 m  | 51,62 m  | 52,54 m   |                                          |
| 27  | B      | Jatta-Mari Jääskeläinen | Finlandia   | 48,87 m  | 52,50 m  | 51,96 m  | 52,50 m   |                                          |
| 28  | A      | Esra Türkmen            | Turchia     | 52,05 m  | 49,80 m  | 48,72 m  | 52,05 m   |                                          |
| 29  | A      | Sanne Erkkola           | Finlandia   | 47,92 m  | 47,20 m  | 51,36 m  | 51,36 m   |                                          |
| 30  | A      | Ivana Đurić             | Serbia      | 50,23 m  | 49,96 m  | x        | 50,23 m   |                                          |

### Finale[2]
| Pos     | Atleta             | Nazionalità | 1ª prova | 2ª prova | 3ª prova | 4ª prova | 5ª prova | 6ª prova | Risultato | Note                                                               |
| ------- | ------------------ | ----------- | -------- | -------- | -------- | -------- | -------- | -------- | --------- | ------------------------------------------------------------------ |
| Oro     | Victoria Hudson    | Austria     | 64,62 m  | 60,35 m  | X        | 61,75 m  | 62,74 m  | 59,55 m  | 64,62 m   |                                                                    |
| Argento | Adriana Vilagoš    | Serbia      | 58,16 m  | 58,09 m  | 64,42 m  | 57,96 m  | 57,16 m  | 55,91 m  | 64,42 m   | Record nazionale · Miglior prestazione europea stagionale under 23 |
| Bronzo  | Marie-Therese Obst | Norvegia    | 58,89 m  | 59,90 m  | 63,50 m  | 60,28 m  | 59,40 m  | X        | 60.68     | Miglior prestazione personale                                      |
| 4       | Christin Hussong   | Germania    | 61,92 m  | X        | 59,07 m  | 57,40 m  | X        | 58,43 m  | 61,92 m   | Miglior prestazione personale stagionale                           |
| 5       | Nikola Ogrodníková | Rep. Ceca   | 55,60 m  | X        | 58,94 m  | 61,78 m  | 57,24 m  | 59,18 m  | 61,78 m   | Miglior prestazione personale stagionale                           |
| 6       | Elina Tzengko      | Grecia      | 54,46 m  | 59,46 m  | 54,03 m  | X        | X        | X        | 59,46 m   |                                                                    |
| 7       | Anete Sietiņa      | Lettonia    | X        | 58,72 m  | X        | X        | X        | 59,34 m  | 59,34 m   |                                                                    |
| 8       | Līna Mūze          | Lettonia    | 55,84 m  | 58,58 m  | X        | 55,89 m  | X        | -        | 58,58 m   |                                                                    |
| 9       | Marija Vučenović   | Serbia      | X        | 58,30 m  | 57,12 m  | -        | -        | -        | 58,30 m   |                                                                    |
| 10      | Maria Andrejczyk   | Polonia     | 58,29 m  | 55,73 m  | X        | -        | -        | -        | 58,29 m   |                                                                    |
| 11      | Sara Kolak         | Croazia     | X        | X        | 55,90 m  | -        | -        | -        | 55,90 m   |                                                                    |
| 12      | Marcelina Witek    | Polonia     | 54,92 m  | 52,57 m  | 55,42 m  | -        | -        | -        | 55,42 m   |                                                                    |